# Municipio de Cannon (Minnesota)
El municipio de Cannon (en inglés: Cannon Township) es un municipio ubicado en el condado de Kittson en el estado estadounidense de Minnesota. En el año 2010 tenía una población de 20 habitantes y una densidad poblacional de 0,22 personas por km².

## Geografía
El municipio de Cannon se encuentra ubicado en las coordenadas 48°50′7″N 96°34′54″O / 48.83528, -96.58167. Según la Oficina del Censo de los Estados Unidos, el municipio tiene una superficie total de 92.6 km², de la cual 92,52 km² corresponden a tierra firme y (0,09 %) 0,08 km² es agua.

## Demografía
Según el censo de 2010, había 20 personas residiendo en el municipio de Cannon. La densidad de población era de 0,22 hab./km². De los 20 habitantes, el municipio de Cannon estaba compuesto por el 100 % blancos. Del total de la población el 0 % eran hispanos o latinos de cualquier raza.